# Gullängsberget
Gullängsberget är ett berg i Tunabergs socken i Nyköpings kommun, strax väster om Västra Koviken utefter Bråvikens norra strand utmed Kolmårdens förkastningslinje.
På Gullängsberget finns ett flertal bronsåldersrösen. De två största är 33 meter i diameter och nästan fyra meter högt det andra ett 21 meter långt och 1 meter högt långröse. Vidare finns ett antal stora rektangulära stensättningar med resta stenar i kantlinjen. Det största på bergstoppen ned mot Bråviken här skadat av en trianguleringspunkt som varit placerad i röset, signalstänger för sjöfarande var under 1800-talet placerade i röset och förankrade med stenar ur röset. Enligt uppgifter från 1865 skall ett sjömärke 1788 ha i form av en stång med vitmålade tunnor 1788 satts upp omkring 30 meter söder om röset, sjömärket skall ha blåst omkull 1818.